# Koto Rendah
Koto Rendah is een bestuurslaag in het regentschap Kerinci van de provincie Jambi, Indonesië. Koto Rendah telt 1551 inwoners (volkstelling 2010).